# Critical Assessment of Techniques for Protein Structure Prediction

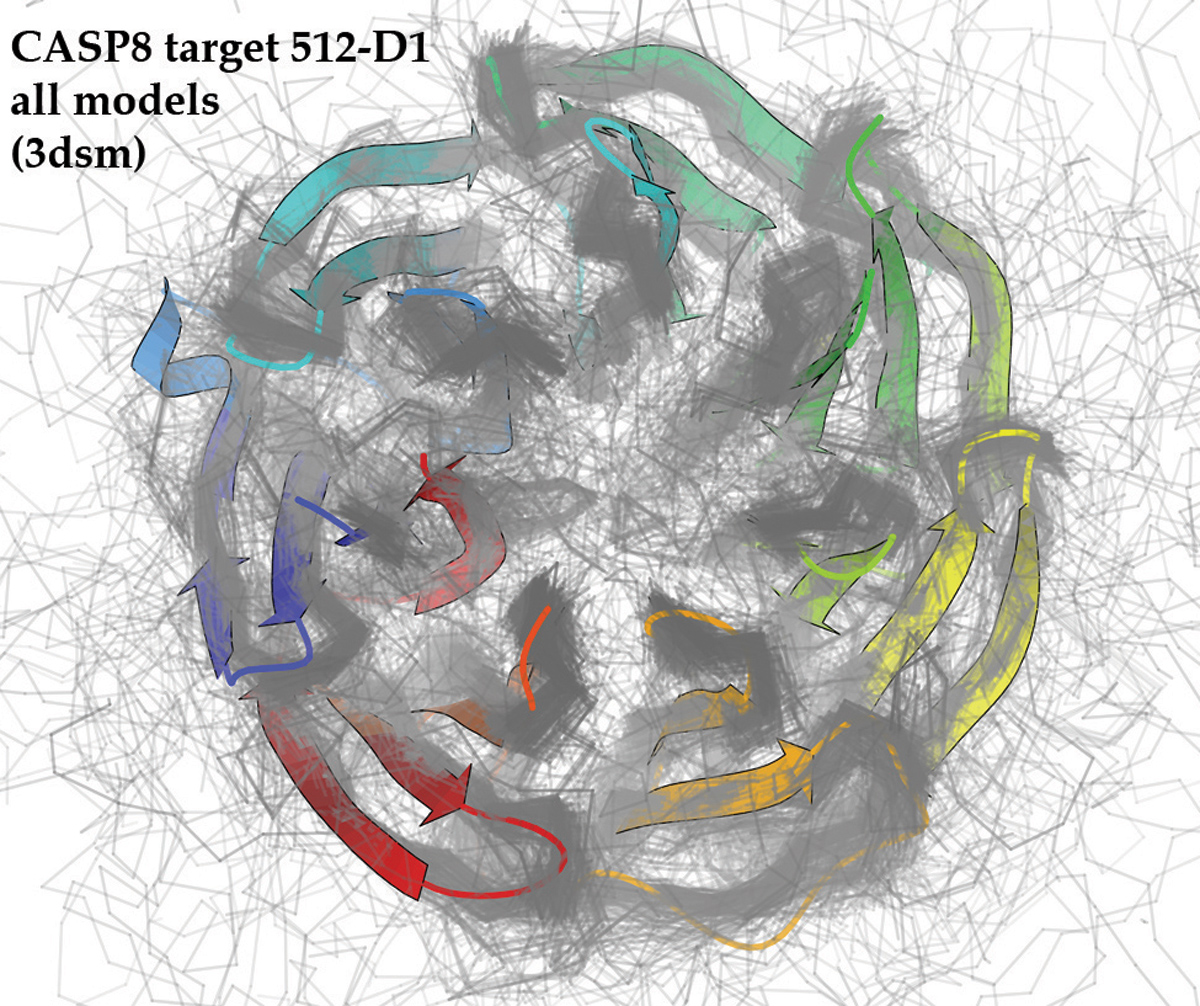
Una estructura objetivo (cintas) y 354 predicciones basadas en plantillas superpuestas (gris columnas C alpha) del CASP8

Critical Assessment of Techniques for Protein Structure Prediction (CASP) (Evaluación crítica de las técnicas para la predicción estructural proteica), es un experimento mundial comunitario para la  predicción estructural proteica llevándose a cabo cada dos años desde 1994. CASP le proporciona a los grupos de investigación una oportunidad de evaluar objetivamente sus métodos de predicción estructural y ofrece una evaluación independiente sobre el estado del arte del modelamiento estructural proteico a la comunidad investigadora y a los usuarios de software. Aun cuando la meta principal de CASP es ayudar promover los métodos de la identificación de la estructura tridimensional proteica a partir de su secuencia de aminoácidos, muchos ven al experimento más como un "campeonato mundial" de esta materia de la ciencia. Más de 100 grupos de todo el mundo participan en CASP de forma regular y no es poco común que grupos enteros suspendan otras investigaciones por meses mientras se enfocan en tener sus servidores listos para el experimento y en realizar la detallada predicción.

## Selección de la proteína objetivo
Para asegurar que ningún predictor pueda tener información previa acerca de la estructura de la proteína que la/lo pondría en ventaja, es importante que el experimento sea llevada a cabo de manera doble ciega: Ni los predictores ni los organizadores y evaluadores conocen las estructuras de las proteínas objetivo en el momento que las predicciones se estén haciendo. Los objetivos de las predicciones estructurales son o estructuras que serán próximamente determinadas por cristalografía de rayos X o espectroscopia de RMN, o son estructuras que acaban de ser resueltas (principalmente por uno de los centros de genómica estructural) y son mantenidas en espera por el Banco de Datos Proteicos. Si la secuencia dada es encontrada relacionada por descendencia común a una secuencia proteica de estructura conocida (llamada plantilla), el modelamiento homólogo puede ser ocupado para predecir la estructura terciaria. Las plantillas pueden ser encontradas usando métodos de alineamiento de secuencias tales como BLAST o FASTA o métodos protein threading, que son mejores en encontrar plantillas que son lejanamente relacionadas. De lo contrario, una predicción estructural proteica de novo tiene que ser aplicada, que son menos fiables pero a veces pueden producir modelos con el plegamiento correcto. Plegamientos verdaderamente nuevos son cada vez más raros entre los objetivos, haciendo esa categoría menor a la deseable.

## Evaluación
El método principal de evaluación es una comparación de las posiciones α-carbon del modelo predicho con esas de la estructura objetivo. La comparación es mostrada visualmente por trazos acumulativos de las distancias entre pares de equivalentes α-carbon en la alineación del modelo y en el de la estructura, tal como es mostrada en la figura (un modelo perfecto se mantendría en cero por todo el ancho del gráfico), y es asignada un puntaje numérico GDT-TS (Global Distance Test — Total Score) describiendo el porcentaje de los residuos bien modelados en el modelo con respecto al objetivo. Modelamiento libre (sin-plantillas, o de novo) también es visualmente evaluada por los evaluadores, ya que los puntajes numéricos no funcionan igual de bien en encontrar semejanzas en los casos más difíciles. Predicciones de alta exactitud basadas en plantillas fueron evaluadas en CASP7 por si ellas funcionaban para las fases reemplazo-molecular de la estructura cristal objetivo con los éxitos seguidos después, y por la calidad del modelo entero (no sólo α-carbon) y comparación del modelo entero al objetivo en CASP8.
La evaluación de los resultados es llevada a cabo en las siguientes categorías de predicción:
- Predicción estructural terciaria (Todos los CASPs)
- Predicción estructural secundaria (botado después de CASP5)
- Predicción de complejos proteicos (solamente CASP2; un experimento independiente - CAPRI - continúa en este tema)
- Predicción contacto residuo-residuo (a partir de CASP4)
- Predicción de regiones desordenadas (a partir de CASP5)
- Predicción de fronteras del dominio proteico (CASP6–CASP8)
- Predicción de la función biológica (a partir de CASP6)
- Evaluación de calidad del modelo (a partir de CASP7)
- Refinamiento de modelo (a partir de CASP7)
- Predicciones de alta exactitud basadas en plantillas (a partir de CASP7)

La categoría de predicción estructural terciaria fue aún más subdividida en:
- Moledamiento homólogo
- Reconocimiento de pliegue (también llamado protein threading; Nota, esto es incorrecto ya que threading es un método)
- Predicción estructural de novo, ahora referido como New Fold ya que muchos métodos aplican evaluaciones, o puntuación, funciones que son parciales por el conocimiento de la estructura proteica nativa, tal como una red artificial neural.

A partir de CASP7, las categorías han redefinidas para reflejar el desarrollo en los métodos. La categoría 'Modelamiento basado en plantillas' incluye todos los modelamientos comparativos antiguos, modelos basados en pliegues homólogos y algunos modelos basados en pliegues análogos. La categoría 'Modelamiento sin plantillas' incluye modelos de proteínas con plegamientos nunca antes vistos y modelos basados en pliegues análogos difíciles.
Los resultados CAPS son publicados en publicaciones suplementarias de la revista científica Proteins, las cuales son accesibles a través de la página web de CASP. Un artículo de portada en cada uno de estos suplementos describe los detalles del experimento
 mientras que un artículo de cierre evalúa el progresos en esta materia.

## Ranking de resultados
Evaluaciones automaticasa para CASP9 (2010)
- Ranking oficial para sólo servidores (147 objetivos)
- Ranking oficial para humanos y servidores (78 objetivos)
- Ranking por Grishin Lab (para sólo servidores)
- Ranking por Grishin Lab (para humanos y servidores)
- Ranking por Zhang Lab
- Ranking por Cheng Lab

Evaluaciones automaticasa para CASP8 (2008)
- Ranking oficial para sólo servidores
- Ranking oficial para humanos y servidores
- Ranking por Zhang Lab
- Ranking por Grishin Lab
- Ranking por McGuffin Lab
- Ranking por Cheng Lab

Evaluaciones automaticasa para CASP7 (2006)
- Ranking por Livebench
- Ranking por Zhang Lab